# 永犬丸南町
永犬丸南町（えいのまるみなみまち）は福岡県北九州市八幡西区の地名。永犬丸南町一丁目から五丁目の町がある。住居表示実施済み。郵便番号は807-0845。

## 地理
八幡西区の中部西端に位置し、北西に永犬丸西町、北東に三ケ森、東に春日台と接する。また、南から西に中間市と接する。

### 湖沼
- 西山池

## 地域の特徴
北西縁に沿って県道48号中間引野線が走り、南東縁に沿って筑豊電気鉄道線が走る。山を切り開いて造成された住宅地であり、一丁目の南側から二丁目にかけては急な上り勾配となっている。上り切った後は三丁目に向かって緩やかに下っている。

## 歴史
住居表示実施前までは崎原，西山といった字が存在しており、西山駅にその名を残している。（永犬丸南町一丁目公園の旧名も西山公園である。）また一丁目から二丁目にかけた斜面より南側をかつては南ケ丘団地と呼んでおり、永犬丸南町二丁目公園には南ケ丘北年長者いこいの家があった。

### 沿革
- 1979年（昭和54年）6月1日 - 永犬丸南町一丁目 - 五丁目新設[5][6]。

### 町名の変遷
| 実施内容          | 実施年月日               | 実施後           | 実施前                           |
| ----------------- | ------------------------ | ---------------- | -------------------------------- |
| 町名新設 住居表示 | 1979年（昭和54年）6月1日 | 永犬丸南町一丁目 | 大字永犬丸の一部                 |
| 町名新設 住居表示 | 1979年（昭和54年）6月1日 | 永犬丸南町二丁目 | 大字永犬丸の一部                 |
| 町名新設 住居表示 | 1979年（昭和54年）6月1日 | 永犬丸南町三丁目 | 大字永犬丸の一部                 |
| 町名新設 住居表示 | 1979年（昭和54年）6月1日 | 永犬丸南町四丁目 | 大字永犬丸の一部                 |
| 町名新設 住居表示 | 1979年（昭和54年）6月1日 | 永犬丸南町五丁目 | 大字永犬丸，大字下上津役の各一部 |

## 世帯数と人口
2025年（令和7年）3月31日現在（北九州市発表）の世帯数と人口は以下の通りである。
| 町               | 世帯数    | 人口    |
| ---------------- | --------- | ------- |
| 永犬丸南町一丁目 | 287世帯   | 555人   |
| 永犬丸南町二丁目 | 292世帯   | 615人   |
| 永犬丸南町三丁目 | 254世帯   | 553人   |
| 永犬丸南町四丁目 | 180世帯   | 349人   |
| 永犬丸南町五丁目 | 154世帯   | 291人   |
| 計               | 1,167世帯 | 2,363人 |

### 人口の変遷
国勢調査による人口の推移。
| 1995年（平成7年）  | 2,997人 | [ 7 ]  |  |
| 2000年（平成12年） | 2,879人 | [ 8 ]  |  |
| 2005年（平成17年） | 2,609人 | [ 9 ]  |  |
| 2010年（平成22年） | 2,397人 | [ 10 ] |  |
| 2015年（平成27年） | 2,462人 | [ 11 ] |  |
| 2020年（令和2年）  | 2,341人 | [ 12 ] |  |

### 世帯数の変遷
国勢調査による世帯数の推移。
| 1995年（平成7年）  | 1,057世帯 | [ 7 ]  |  |
| 2000年（平成12年） | 1,060世帯 | [ 8 ]  |  |
| 2005年（平成17年） | 1,009世帯 | [ 9 ]  |  |
| 2010年（平成22年） | 982世帯   | [ 10 ] |  |
| 2015年（平成27年） | 1,037世帯 | [ 11 ] |  |
| 2020年（令和2年）  | 1,021世帯 | [ 12 ] |  |

## 学区
市立小・中学校に通う場合、学区は以下の通りとなる。
| 町               | 街区 | 小学校                   | 中学校                 |
| ---------------- | ---- | ------------------------ | ---------------------- |
| 永犬丸南町一丁目 | 全域 | 北九州市立永犬丸西小学校 | 北九州市立永犬丸中学校 |
| 永犬丸南町二丁目 | 全域 | 北九州市立永犬丸西小学校 | 北九州市立永犬丸中学校 |
| 永犬丸南町三丁目 | 全域 | 北九州市立永犬丸西小学校 | 北九州市立永犬丸中学校 |
| 永犬丸南町四丁目 | 全域 | 北九州市立永犬丸西小学校 | 北九州市立永犬丸中学校 |
| 永犬丸南町五丁目 | 全域 | 北九州市立永犬丸西小学校 | 北九州市立永犬丸中学校 |

## 交通

### 鉄道
- 筑豊電気鉄道
  - 西山駅

### バス
域内のバス停と系統は以下のとおりである。
| 運行事業者 | 運行事業者 | 西鉄バス北九州 | 西鉄バス北九州 |
| 系統       | 系統       | 74             | 74-1           |
| 停留所     | トンネル口 | ○              | ○              |

### 道路
- 県道48号中間引野線

## 施設

### 公共施設
- 永犬丸南町公民館

### 公園
- 永犬丸南町一丁目公園
- 永犬丸南町二丁目公園
- 永犬丸南町二丁目北公園
- 永犬丸南町三丁目公園
- 永犬丸南町四丁目公園
- 永犬丸南町五丁目公園